# Guerra Anglo-Espanhola (1585–1604)
A Guerra anglo-espanhola (1585–1604) foi um conflito entre os reinos da Inglaterra comandada por Isabel I e a Espanha comandada por Filipe II. A guerra começou mais propriamente com uma vitória inglesa em Cádis em 1587 e contra a Armada Espanhola em 1588, mas os ingleses não fizeram novos avanços depois disso e os espanhóis vão receber algumas vitórias. A guerra permaneceu inconclusiva durante muito tempo.
Diversos confrontos entre Inglaterra e Espanha se seguiram durante os séculos XVII e XVIII.

## Causas
As motivações de Filipe II eram tanto políticas quanto religiosas. Isabel I, que era protestante, opôs-se ao catolicismo tornando obrigatório o comparecimento ao serviço religioso da Igreja Anglicana. Além disto, a morte de Mary Stuart, que foi acusada de traição e decapitada pois queria tomar o trono de Isabel I, foi o pretexto que Felipe II precisava para começar a guerra
A competição econômica entre os dois países estava tensa desde o momento em que John Hawkins iniciara a participação inglesa no tráfico de escravos em 1562, ganhando em seguida o apoio real. Os espanhóis consideraram as ações de Hawkins como contrabando ilegal nas suas colônias das Índias Ocidentais, e afundaram vários navios de uma expedição negreira liderada por Hawkins e por Francis Drake em San Juan de Ulúa, perto de Veracruz, no México, em 1568. O ataque em San Juan de Ulúa foi o incidente diplomático que começou a alterar as relações anglo-espanholas, que até então estavam relativamente amigáveis. O episódio enfureceu Drake e Hawkins, levando-os assim como a outros navegadores ingleses a se tornar corsários como uma maneira de quebrar o monopólio espanhol no comércio no Oceano Atlântico. As atividades corsárias inglesas reduziram severamente o montante do Tesouro espanhol.

## Deflagração
A guerra estourou em 1585. Drake navegou às Índias Ocidentais e saqueou São Domingo, Cartagena das Índias, e São Agostinho (na Flórida). Irritado por estes ataques, Filipe II requisitou a planejar uma invasão à Inglaterra.
Em abril de 1587 Drake queimou 37 navios espanhóis no porto de Cádis. A Inglaterra se engajou na Guerra dos Oitenta Anos, apoiando a União das Províncias, liderada em revolta contra a Espanha por Guilherme I de Orange.
A execução de Maria I da Escócia em 1587, ultrajou os católicos na Europa continental e sua reivindicação ao trono inglês foi transferida para Filipe (que era viúvo de Maria I de Inglaterra). Em julho do mesmo ano, ele obteve a autorização do Papa Pio V para depor Isabel. Em complemento a esta autorização, Pio V excomungou a rainha.

## Após o ataque da Armada
A formação da Armada Espanhola revolucionou a guerra naval e sua derrota providenciou uma valiosa experiência de navegação aos marinheiros ingleses. Além disso, a derrota do Armada permitiu a Inglaterra persistir em suas pilhagens contra a Espanha em alto-mar e a continuar enviando tropas para auxiliar os inimigos de Filipe II nos Países Baixos e na França.
Entretanto, a derrota do Armada espanhola não foi uma batalha decisiva. Uma armada inglesa sob o comando de Drake e de John Norris foi despachada em 1589 para enfrentar a Marinha Espanhola do Atlântico, que sobrevivera sem grandes danos a derrota da Armada e aportou em Santander e em São Sebastião(San Sebastian) no norte da Espanha. Além disso, a Armada Inglesa devia capturar a Frota do Tesouro Espanhol e expulsar os espanhóis de Portugal, que Filipe governava desde 1580. Como sua antecessora espanhola, a Armada Inglesa falhou em todos os seus objetivos e a força invasora foi repelida com pesadas baixas e perdas financeiras severas para o tesouro isabelino.
A marinha espanhola pôde então se reagrupar e reorganizar, e essa nova marinha era bem mais eficaz do que a frota pre-1588. Uma expedição anglo-holandesa saqueou Cádis em 1596, mas a Espanha venceu a maioria dos outros confrontos navais e terrestres entre 1588 e o meio do século XVII.
Um sistema sofisticado de escolta e redes de inteligência melhoradas frustraram os ataques corsários a frotas do tesouro espanhol a partir da década de 1590. Exemplos da utilidade dessa reorganização espanhola são as derrotas das expedições bucaneiras de Martin Frobisher e John Hawkins no começo dessa década, assim como na captura do navio Revenge (Vingança), perto dos Açores. As permitiram aos espanhóis enviar três vezes mais ouro e prata na década de 1590 do que em toda a década anterior.
Drake e Hawkins morreram numa expedição desastrosa contra Porto Rico em 1595. Este foi um enfrentamento naval violento no qual os ingleses sofreu perdas raramente pesadas nos soldados e nos navios. No mesmo ano, uma força espanhola comandada por Carlos de Amesquita desembarcou na Cornualha, no oeste da Inglaterra. Os soldados de Amesquita invadiram e queimaram Penzance e vilas vizinhas, saqueando suprimentos e voltando ao mar antes que pudessem ser confrontados.
Também em 1595, o almirante inglês James Lancaster tomou de assalto o porto do Recife, onde permaneceu por quase um mês pilhando as riquezas transportadas do interior, no episódio conhecido como Saque do Recife. Foi a única expedição de corso da Inglaterra que teve como objetivo principal o Brasil, e representou o mais rico butim da história da navegação de corso do período elisabetano.
Em 1597, a Inglaterra sofreu uma derrota no mar dos Açores, e envolveu-se em uma guerra de guerrilha na Irlanda que durou quase uma década e na qual os irlandeses contavam com apoio espanhol.
A continuidade da guerra foi cada vez mais mal-sucedida para a Inglaterra, chegando a atrasar o estabelecimento de assentamentos ingleses na América do Norte período até que Jaime I negociou a paz com Filipe III no tratado de Londres, 1604.
A Espanha permaneceu como a grande potência da Europa no século XVII até que as derrotas contra a França na Guerra dos Trinta Anos e a ascensão da supremacia naval holandesa (no meio do mesmo século) destruíram seu poder marítimo. Apesar da derrota da Armada não ter permitido a Inglaterra suplantar o poderio marítimo espanhol, ou agilizar a colonização americana, ela foi uma inspiração valiosa para os navegadores ingleses posteriores, particularmente nos combates navais anglo-franceses do século XVIII dos quais a Inglaterra emergiu finalmente como principal potência naval da Europa e nação colonizadora.